# La vida adormilada de Morfeo Pérez
La vida adormilada de Morfeo Pérez es una serie de historietas creada por Carlos Conti para el semanario "El DDT" en 1952.

## Trayectoria editorial
La vida adormilada de Morfeo Pérez fue reeditada por la propia Bruguera en "Gran Pulgarcito" en 1970.

## Argumento
La vida adormilada de Morfeo Pérez sólo tiene un personaje, el propio Morfeo Pérez. El investigador Juan Antonio Ramírez lo incluye en el apartado de Marginados, junto a otros personajes de la editorial como Carpanta (1947), Gordito Relleno (1948), Currito Farola (1951), Don Danubio (1951), Agamenón (1961), Rompetechos (1964) y Pitagorín (1966), caracterizados por su extrañamiento respecto su entorno.
La serie ponía en escena las alocadas ensoñaciones del mediocre protagonista, si bien la última viñeta lo devolvía inexorablemente a su frustrante realidad.

## Valoración
Por su metáfora de la frustración colectiva, Ramírez la considera una de las series más significativas de la Escuela Bruguera, tratándose además para Jesús Cuadrado de la más genial de su autor.